# Factual
Factual è un genere di programmazione televisiva che documenta eventi e persone reali. Queste tipologie di programmi televisivi vengono descritte anche come documentari osservazionali, docu-drama e "televisione-realtà". 
Anche se il genere è esistito in una forma o nell'altra sin dai primi anni della televisione, il termine è stato più comunemente utilizzato per descrivere i programmi prodotti a partire dagli anni novanta.